# 190283 Schielicke
190283 Schielicke è un asteroide della fascia principale. Scoperto nel 1991, presenta un'orbita caratterizzata da un semiasse maggiore pari a 2,2463365 UA e da un'eccentricità di 0,2118206, inclinata di 4,44618° rispetto all'eclittica.